# Ольга Стороженко
Ольга Стороженко (нар. 14 квітня 1992) — українська акторка, модель, викладачка та володарка титулу «Міс Україна Всесвіт» 2013. Представляла Україну на міжнародному конкурсі Міс Всесвіт 2013 у Москві в Росії.

## Раннє життя
Ольга Стороженко народилася в квітні 1992 року в селищі Тростянець Вінницької області. Її тато працює водієм, а мама — домогосподарка. Після закінчення загальноосвітньої школи вступила до Вінницького державного педагогічного університету імені Михайла Коцюбинського, який закінчила на ОС «Бакалавр» за спеціальністю вчитель молодших класів та англійської мови. Ще в шкільні роки брала активну участь у шкільних заходах. Пізніше, паралельно із навчанням досягла багатьох титулів на престижних конкурсах краси: «Перша Леді Вінниці-2011», «Міс студентство-Королева Вінниці-2012», а також стала переможницею міжнародного конкурсу краси «Перлина Чорного моря-2012» та «Віце-міс Донбас Open-2013».

## Міс Всесвіт 2013
Ользі Стороженко вперше серед вінничан удалось потрапити до фіналу найпрестижнішого конкурсу краси в Україні. Вона одержала корону «Міс Всесвіт Україна 2013» з рук переможниці попереднього року Анастасії Чернової 4 вересня 2013 року в Fairmont Grand Hotel у Києві. Після перемоги в національному відборі вона два тижні провела в США, де з нею працювали стилісти, хореографи і перукарі, які й підготували її до участі в світовому конкурсі краси.
21-річна Ольга Стороженко брала участь у конкурсі «Міс Всесвіт 2013» у Москві, де стала п'ятою «Міс Україна», яка пройшла до півфіналу та потрапила до топ-10. Зокрема, 9 листопада 2013 року взяла учаксть у шоу — дефіле, серед інших 85 красунь у костюмах, які повинні демонстрували культурні традиції і автентичність кожної країни. Організатори шоу, серед яких тодішній американський бізнесмен Дональд Трамп і російські підприємці Арас і Емін Агаларови, поставили перед учасницями умови: костюм повинен бути унікальним і максимально відображати колорит країни. Ольга Стороженко продефілювала на подіумі в сукні-вишиванці з плахтою вартістю 15 тисяч гривень, створеному для конкурсу дизайнеркою ТМ «Рута» Людмилою Бушинською. Рукава, низ сукні і пояс прикрашала вишивка-оберіг і 1500 каменів Swarovski, а на шиї — срібне намисто вартістю 40 тисяч гривень, інкрустоване перлами, цирконієм і шматочками муранського скла. Загальна вартість українського вбрання — 55000 грн. Її образ довершувало ексклюзивне авторське кольє з срібла і дорогоцінних каменів з перлами, цирконієм і вкрапленнями муранського скла. Ольга Стороженко в московському Crocus City Hall увійшла до 10-ки найкращих. Переможницею конкурсу стала Габріела Іслер з Венесуели.

## Особисте життя
Ольга Стороженко у липні 2015 року одружилася з одним із організаторів конкурсів краси «Міс Вінниця» та «Студ Міс» Сергієм Панадієм. Серед гостей були українська ведуча та акторка Ольга Сумська з чоловіком Віталієм Борисюком та відомий хореограф Амадор Лопес Родрігес. У 2016 році вона народила дитину.